# アルバニア社会党
アルバニア社会党（アルバニアしゃかいとう、アルバニア語: Partia Socialiste e Shqipërisë）は、アルバニアの中道左派・社会民主主義政党。アルバニア民主党とともに同国の二大政党制を為す。

## 沿革
東欧革命や隣国ユーゴスラビア紛争の波が鎖国的政策を採っていたアルバニアにも及ぶなか、1991年にアルバニア労働党（共産党）が一党独裁制とマルクス・レーニン主義を放棄し、複数政党制を導入した際に、労働党を引き継ぐ政党として登場した。
社会党はアルバニア初の自由選挙で辛勝し、ファトス・ナノが首相となったが、翌年にはサリ・ベリシャ率いるアルバニア民主党に政権を奪われた。ベリシャは大統領となったのちナノを収監するなど、独裁傾向を強めた。
1997年、アルバニア国民の多くが参加していた無限連鎖講（ねずみ講）の破綻から国内が騒乱に陥る（1997年アルバニア暴動）と、ベリシャ大統領は辞職。社会党のレジェプ・メイダニが後任の大統領となった。ナノも釈放され、同年の議会選挙での社会党の勝利を受けて、首相に復帰した。
2001年の議会選挙でも連勝した。
2005年の議会選挙では社会党が敗北してナノ政権は退陣、勝利したアルバニア民主党のベリシャが今度は首相となった。
2009年の議会選挙でも社会党は議席を伸ばしたものの、アルバニア民主党に再び勝利を許すこととなった。
2013年の議会選挙で66議席を維持した結果、第一党になり、党首のエディ・ラマが首相に就任した（大統領はアルバニア民主党のブヤル・ニシャニが務めた）。
2017年の議会選挙でも74議席(のち75議席)を獲得して引き続き第一党を維持し、16年ぶりとなる議会の単独過半数獲得に成功した。
2021年の議会選挙でも74議席(のち75議席)を獲得して引き続き第一党を維持し、議会の単独過半数獲得に成功した。
2003年に社会主義インターナショナルに加盟した。また協力政党として欧州社会党に加盟している。